# Frýdlantský betlém
Frýdlantský betlém – ruchoma, mechaniczna szopka bożonarodzeniowa zlokalizowana w czeskim mieście Frýdlant (kraj liberecki), w pobliżu placu T. G. Masaryka, przy ulicy Zahradní.
Urządzenie stworzył Gustav Simon w latach 1890-1953. Figurki ludzi i zwierząt (130 sztuk ruchomych i 50 nieruchomych) zrobione są z masy papierowej i wprawiane w ruch ręcznie, za pomocą korby i ciężarków (w początkowych latach eksponowania szopki były nieruchome). Przedstawienie posadowiono na powierzchni o wymiarach 4 x 2 metry.
Szopka umieszczona jest w drewnianej chałupie, należącej do najstarszych budynków w mieście, a której Simon spędził większą część swojego życia (całość stoi w salonie twórcy).

## Galeria

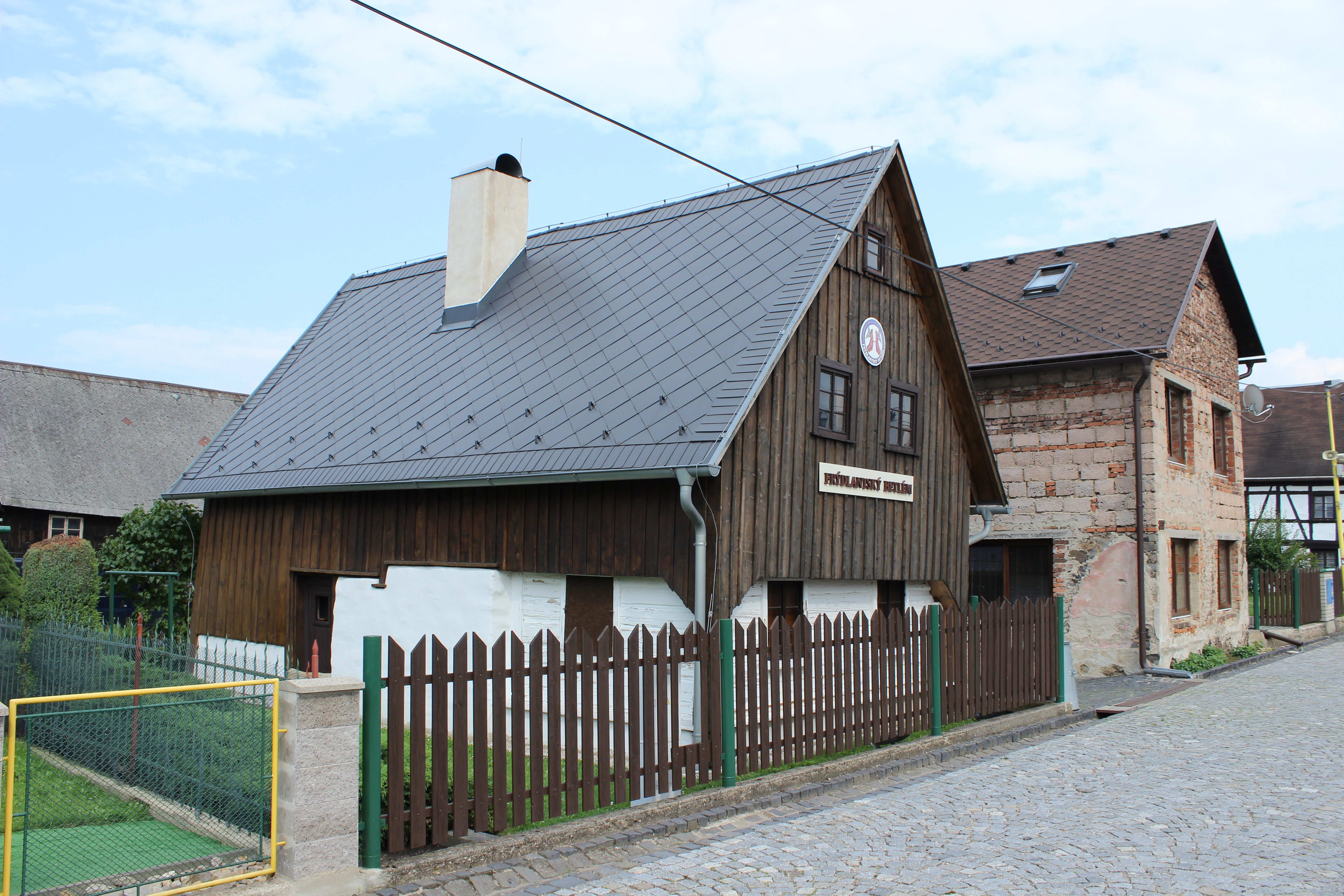
Widok od zewnątrz
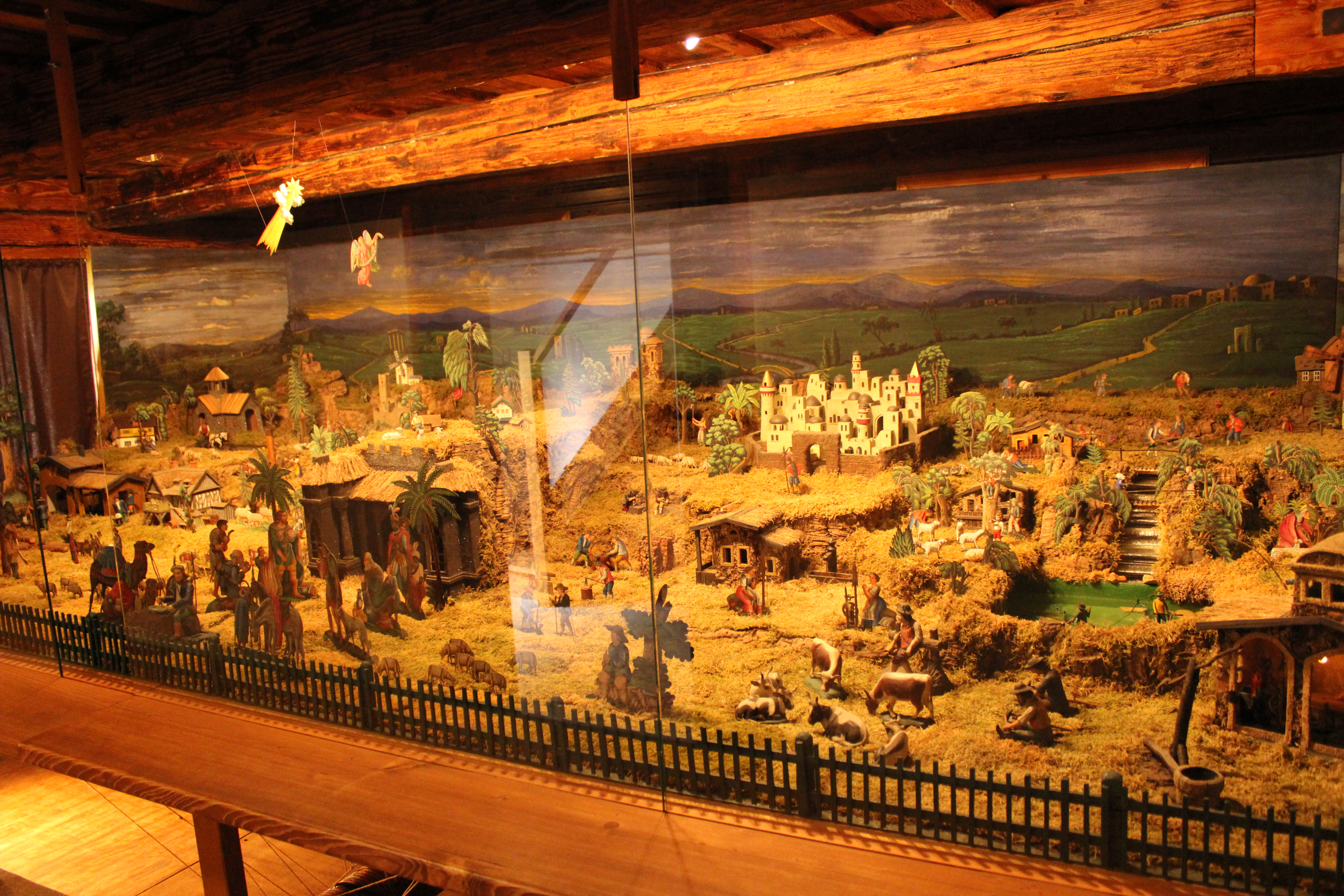
Szopka